# إينسبروك (ميزوري)
إينسبروك (بالإنجليزية: Innsbrook, Missouri)‏ هي منطقة سكنية تقع في الولايات المتحدة في مقاطعة وارين (ميزوري). يقدر عدد سكانها بـ 552 نسمة ومساحتها 28.62 كم2 وترتفع عن سطح البحر 204 متر.

## التركيبة السكانية
قام مكتب تعداد الولايات المتحدة بتحديد بيانات التركيبة السكانية لإينسبروك في تعداد الولايات المتحدة. في ما يلي، التركيبة السكانية حسب تعدادي 2000 و2010.

### تعداد عام 2000
بلغ عدد سكان إينسبروك 469 نسمة بحسب تعداد عام 2000، وبلغ عدد الأسر 222 أسرة وعدد العائلات 172 عائلة مقيمة في القرية. في حين سجلت الكثافة السكانية 52.3 نسمة لكل ميل مربع (20.2/كم2). وبلغ عدد الوحدات السكنية 1,077 وحدة بمتوسط كثافة قدره 120.0 نسمة لكل ميل مربع (46.3/كم2).
وتوزع التركيب العرقي للقرية بنسبة 99.57% من البيض و 0.43% من الأمريكيين الأفارقة.
بلغ عدد الأسر 222 أسرة كانت نسبة 9.0% منها لديها أطفال تحت سن الثامنة عشر تعيش معهم، وبلغت نسبة الأزواج القاطنين مع بعضهم البعض 75.2% من أصل المجموع الكلي للأسر، ونسبة 0.5% من الأسر كان لديها معيلات من الإناث دون وجود شريك، وكانت نسبة 22.1% من غير العائلات. تألفت نسبة 16.2% من أصل جميع الأسر من أفراد ونسبة 5.9% كانوا يعيش معهم شخص وحيد يبلغ من العمر 65 عاماً فما فوق. وبلغ متوسط حجم الأسرة المعيشية 2.31، أما متوسط حجم العائلات فبلغ 2.11.
بلغ العمر الوسطي للسكان 58 عاماً. وكانت نسبة 9.0% من القاطنين تحت سن الثامنة عشر، وكانت نسبة 2.6% بين الثامنة عشر والأربعة وعشرون عاماً، ونسبة 11.1% كانت واقعةً في الفئة العمرية ما بين الخامسة والعشرون حتى والأربعة وأربعون عاماً، ونسبة 49.0% كانت ما بين الخامسة والأربعون حتى الرابعة والستون، ونسبة 28.4% كانت ضمن فئة الخامسة والستون عاماً فما فوق. يوجد لكل 100 أنثى 98.7 ذكر، ويوجد لكل 100 أنثى في الثامنة عشر من عمرها فما فوق 95.0 ذكر.
بلغ متوسط دخل الأسرة في القرية 65,833 دولار، أما متوسط دخل العائلة فبلغ 70,156 دولار. وكان متوسط دخل الذكور 51,875 دولار مقابل 35,000 دولار للإناث. وسجل دخل الفرد الخاص بالقرية 40,434 دولار. وكانت نسبة 0.6% من العائلات ونسبة 1.6% من السكان تحت خط الفقر، ولا أحد منهم تحت سن الثامنة عشر ونسبة 3.0% في الخامسة والستين من العمر وما فوق.

### تعداد عام 2010
بلغ عدد سكان إينسبروك 552 نسمة بحسب تعداد عام 2010، وبلغ عدد الأسر 282 أسرة وعدد العائلات 209 عائلة مقيمة في القرية. في حين سجلت الكثافة السكانية 55.5 نسمة لكل ميل مربع (21.4/كم2). وبلغ عدد الوحدات السكنية 1,315 وحدة بمتوسط كثافة قدره 132.3 لكل ميل مربع (51.1/كم2).
وتوزع التركيب العرقي للقرية بنسبة 97.6% من البيض و 1.4% من الأمريكيين الأفارقة و 0.7% من عرقين مختلطين أو أكثر.
بلغ عدد الأسر 282 أسرة كانت نسبة 8.2% منها لديها أطفال تحت سن الثامنة عشر تعيش معهم، وبلغت نسبة الأزواج القاطنين مع بعضهم البعض 72.3% من أصل المجموع الكلي للأسر، ونسبة 1.1% من الأسر كان لديها معيلات من الإناث دون وجود شريك، بينما كانت نسبة 0.7% من الأسر لديها معيلون من الذكور دون وجود شريكة وكانت نسبة 25.9% من غير العائلات. تألفت نسبة 22.3% من أصل جميع الأسر من أفراد ونسبة 14.5% كانوا يعيش معهم شخص وحيد يبلغ من العمر 65 عاماً فما فوق. وبلغ متوسط حجم الأسرة المعيشية 2.23، أما متوسط حجم العائلات فبلغ 1.96.
بلغ العمر الوسطي للسكان 64.5 عاماً. وكانت نسبة 6.3% من القاطنين تحت سن الثامنة عشر، وكانت نسبة 1.2% بين الثامنة عشر والأربعة وعشرون عاماً، ونسبة 6.1% كانت واقعةً في الفئة العمرية ما بين الخامسة والعشرون حتى والأربعة وأربعون عاماً، ونسبة 38.6% كانت ما بين الخامسة والأربعون حتى الرابعة والستون، ونسبة 47.8% كانت ضمن فئة الخامسة والستون عاماً فما فوق. وتوزع التركيب الجنسي للسكان بنسبة 47.3% ذكور و52.7% إناث.